# Cernik (Brod-Posavina)
Cernik is een gemeente in de Kroatische provincie Brod-Posavina.
Cernik telt 4235 inwoners. De oppervlakte bedraagt 130 km², de bevolkingsdichtheid is 32,6 inwoners per km².
Plaatsen in de gemeente:
- Baćin Dol
- Banićevac
- Giletinci
- Golobrdac
- Opatovac
- Opršinac
- Podvrško
- Šagovina Cernička
- Sinlije
- Šumetlica

Steden (gradovi): Slavonski Brod · Nova Gradiška

Gemeenten (općine): Bebrina · Brodski Stupnik · Bukovlje · Cernik · Davor · Donji Andrijevci · Dragalić · Garčin · Gornja Vrba · Gornji Bogićevci · Gundinci · Klakar · Nova Kapela · Okučani · Oprisavci · Oriovac · Podcrkavlje · Rešetari · Sibinj · Sikirevci · Slavonski Šamac · Stara Gradiška · Staro Petrovo Selo · Velika Kopanica · Vrbje · Vrpolje